# André Masson et les Quatre Éléments
 (juillet 2025).
Pour plus de détails, voir Fiche technique et Distribution.
André Masson et les Quatre Éléments est un court métrage français réalisé  par Jean Grémillon et sorti en 1959.

## Synopsis
Une réflexion sur la création artistique à partir des œuvres du peintre André Masson.

## Fiche technique
- Titre : André Masson et les Quatre Éléments
- Réalisation : Jean Grémillon
- Photographie : Louis Page
- Son : Jacques Carrère
- Montage : Suzanne Baron
- Musique : Jean Grémillon
- Production : Les Films du Dauphin (Christiane Grémillon)
- Pays d'origine :  France
- Format : Couleur - 1.37 - Mono
- Genre : Documentaire
- Durée : 21 minutes
- Date de sortie : 
  - France - 1959
- Visa : 20260 (délivré le 31 décembre 1958)

## Distribution
- André Masson

## Distinctions
- 1959 : Sélection au Festival de Cannes (présentation hors compétition)
- 1959 : Prix du court métrage au Festival de Venise